# Turgay Uzun
Turgay Uzun (* 16. August 1974) ist ein türkischer Profiboxer aus Koblenz.
Er bestritt seinen ersten Profikampf am 21. August 1999 gegen Marek Koupil und gewann über vier Runden nach Punkten. Am 13. Oktober 2001 wurde er mit einem K.-o.-Sieg in Runde 4 über Abdelilah Benabbou, Internationaler Deutscher Meister im Weltergewicht.
Am 17. Januar 2004 gewann er mit einem Punktesieg über 10 Runden gegen Marcen Gierke, die BDB-Meisterschaft im Weltergewicht. Am 23. Dezember 2007 wurde er zudem Internationaler Deutscher Meister im Halbmittelgewicht, nach einem Punktesieg über 10 Runden gegen Pietro d’Alessio.